# Echinopsilon sericeum
Echinopsilon sericeum är en amarantväxtart som först beskrevs av William Aiton, och fick sitt nu gällande namn av Horace Bénédict Alfred Moquin-Tandon. Echinopsilon sericeum ingår i släktet Echinopsilon och familjen amarantväxter. Inga underarter finns listade i Catalogue of Life.